# Lista de bairros de Amaturá
Este anexo lista os bairros de Amaturá, que são as divisões oficiais do município brasileiro supracitado, localizado no interior do estado do Amazonas, Região Norte do país. As subdivisões estão de acordo com a prefeitura da cidade, enquanto os dados populacionais foram coletados pelo Instituto Brasileiro de Geografia e Estatística (IBGE) durante o censo realizado no ano de 2010 e os dados dos domicílios estão de acordo com aquele instituto, com referências do mesmo ano.
Em 2010, a área urbana de Amaturá era composta por 3 bairros oficiais, além de povoados rurais, comunidades ribeirinhas, de loteamentos e bairros não-oficiais localizados na área territorial do município. Segundo o IBGE, o mais populoso era o São Francisco, reunindo 2 218 habitantes.

## Bairros de Amaturá
| Bairros oficiais de Amaturá |            |            |            |                         |
| Bairro                      | Habitantes | Habitantes | Habitantes | Domicilios particulares |
| Bairro                      | Homens     | Mulheres   | Total      | Domicilios particulares |
| Centro                      | 404        | 421        | 825        | 166                     |
| Santa Etelvina              | 987        | 930        | 1 987      | 414                     |
| São Francisco               | 1 146      | 1 072      | 2 218      | 529                     |